# KPMG:s professur i företagsekonomi

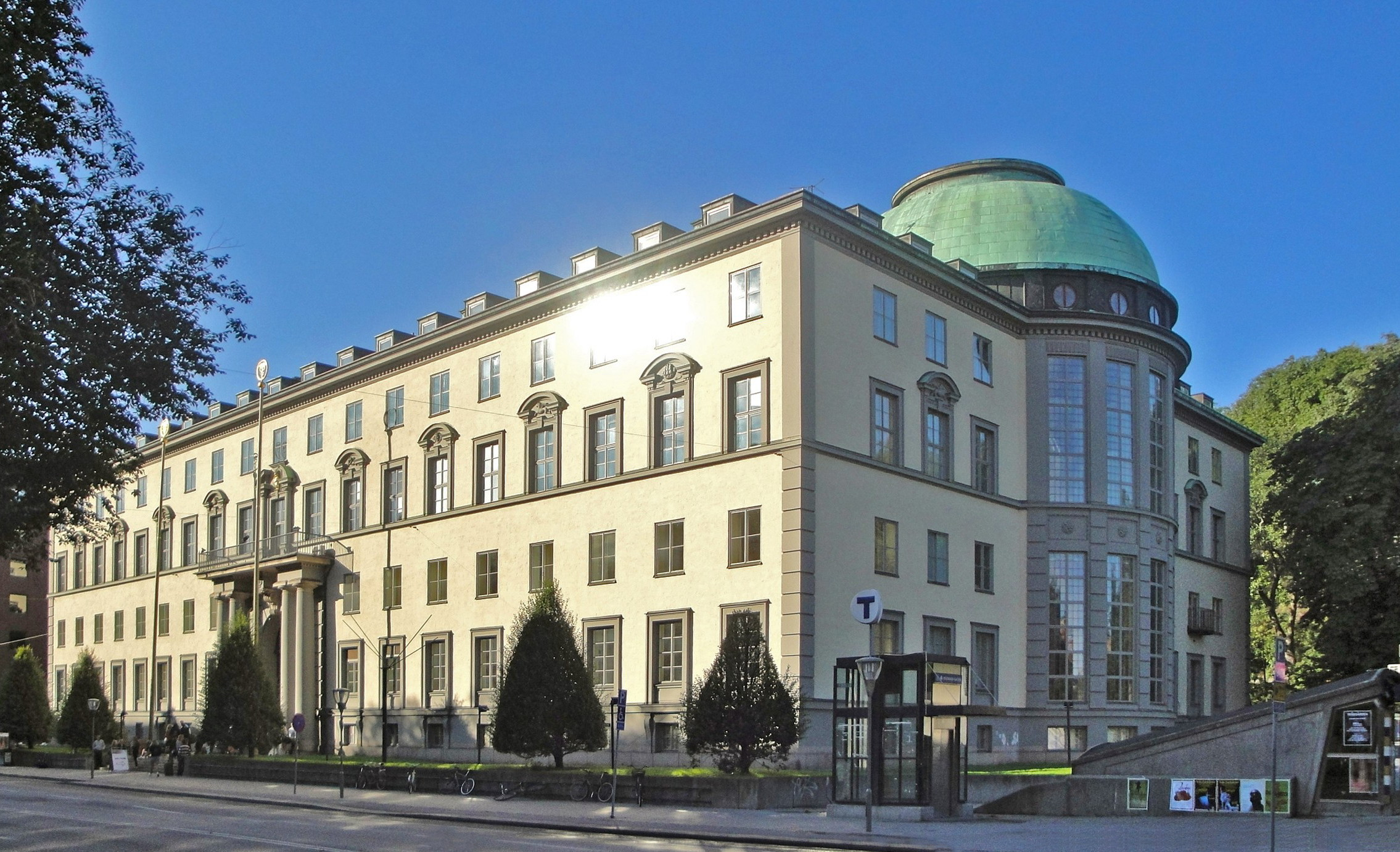
KPMG:s professur i företagsekonomi är en donationsprofessur vid Handelshögskolan i Stockholm

KPMG:s professur i företagsekonomi med särskild inriktning mot extern redovisning och finansiering är en donationsprofessur i extern redovisning och finansiering vid Handelshögskolan i Stockholm. Professuren inrättades år 1994 genom en donation från revisionsbyrån KPMG Bohlins AB. Bohlins Revisionsbyrå, som gått samman med KPMG i början av 1990-talet, grundades 1923 av Lars Ture Bohlin, alumn från Handelshögskolan i Stockholm. Nuvarande innehavare av professuren är professor Kenth Skogsvik.
Professuren hette ursprungligen "KPMG Bohlins professur i företagsekonomi med särskild inriktning mot extern redovisning och finansiering". KPMG Bohlins bytte senare namn till KPMG, varefter även professurens namn ändrades till "KPMG:s professur i företagsekonomi med särskild inriktning mot extern redovisning och finansiering" år 2000.
KPMG finansierade även under perioden 2001-2008 en professur i skatterätt vid Handelshögskolan i Stockholm. Professuren kallades "KPMGs professur i skatterätt" och innehades av professor Bertil Wiman

## Innehavare
- Kenth Skogsvik

KPMG Bohlins professur i företagsekonomi med särskild inriktning mot extern redovisning och finansiering 1994-2000
KPMGs professur i företagsekonomi med särskild inriktning mot extern redovisning och finansiering 2000-